# Heartland (musikalbum)
Heartland är den brittiska electroclashtrion Clients tredje studioalbum, utgivet den 21 mars 2007.
| Nr  | Titel                          | Producent          | Längd |
| --- | ------------------------------ | ------------------ | ----- |
| 1.  | Heartland                      | Client, Joe Wilson | 4:26  |
| 2.  | Drive                          | Youth              | 3:58  |
| 3.  | Lights Go Out                  | Youth              | 4:12  |
| 4.  | It's Not Over                  | Youth              | 3:36  |
| 5.  | Zerox Machine                  | Youth              | 4:08  |
| 6.  | Someone to Hurt                | Stephen Hague      | 4:31  |
| 7.  | 6 in the Morning               | Youth              | 4:32  |
| 8.  | Where's the Rock and Roll Gone | Client, Wilson     | 3:45  |
| 9.  | Köln                           | Client, Wilson     | 2:25  |
| 10. | Monkey on My Back              | Youth              | 4:13  |
| 11. | Get Your Man                   | Client, Wilson     | 2:49  |
| 12. | Heartland Reprise              | Client, Wilson     | 1:11  |